# مارثا بليمبتون
مارثا بليمبتون (بالإنجليزية: Martha Plimpton)‏ (و. 1970 – م) هي ممثلة تلفزيونية، وممثلة أفلام، وممثلة، وممثلة مسرحية من الولايات المتحدة الأمريكية . ولدت في مدينة نيويورك.

## جوائز وترشيحات
حصلت على جوائز منها:
- جوائز الإيمي برايم تايم.

ترشحت لـ:
- Tony Award for Best Featured Actress in a Play (2008)
- Tony Award for Best Featured Actress in a Play (2007).

## روابط خارجية
- مارثا بليمبتون على موقع IMDb (الإنجليزية)
- مارثا بليمبتون على موقع ميتاكريتيك (الإنجليزية)
- مارثا بليمبتون على موقع روتن توميتوز (الإنجليزية)
- مارثا بليمبتون على موقع ألو سيني (الفرنسية)
- مارثا بليمبتون على موقع تيرنر كلاسيك موفيز (الإنجليزية)
- مارثا بليمبتون على موقع أول موفي (الإنجليزية)
- مارثا بليمبتون على موقع قاعدة بيانات برودواي على الإنترنت (الإنجليزية)
- مارثا بليمبتون على موقع قاعدة بيانات الأفلام السويدية (السويدية)
- مارثا بليمبتون على موقع إن إن دي بي (الإنجليزية)
- مارثا بليمبتون على موقع ديسكوغز (الإنجليزية)